# Whirlpool Aero Car
Whirlpool Aero Car (также Spanish Aero Car) — это канатная дорога, расположенная на Ниагарском водопаде, которая перевозит пассажиров над местом, называемым Ниагарский водоворот.

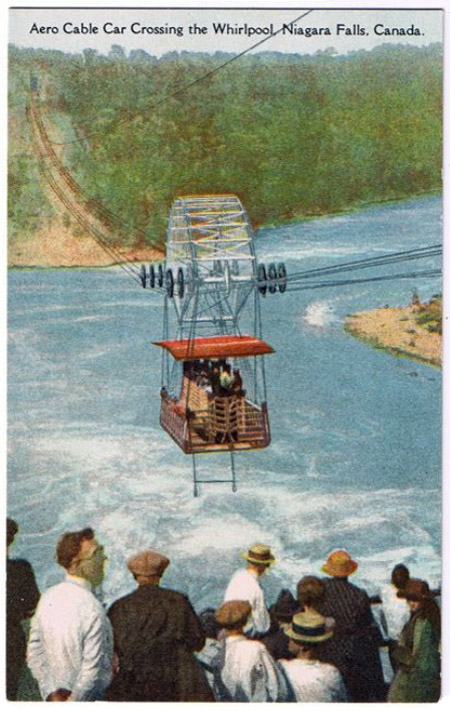
Whirlpool Aero Car на открытке 1925 года

Данная транспортная система была разработана испанским инженером Леонардо Торресом-и-Кеведо и с 1916 года несколько раз модернизировалась: в 1961, 1967 и 1984 годах. На канатной подвесной дороге используется одна кабина, которая перевозит максимум 35 стоя́щих пассажиров на расстояние в пол-километра.
Эксплуатация Whirlpool Aero Car выполняется Комиссией Ниагарских парков. Aero Car подвешен на шести стальных тросах, каждый из которых имеет диаметр 25 мм. Кабина оснащена электрическим двигателем мощностью 50 лошадиных сил (37 кВт) и развивает скорость примерно 7 км в час. В случае сбоя питания дизельный генератор приводит в действие гидравлический насос, который возвращает транспортное средство обратно к погрузочно-разгрузочному терминалу.
На входе в кабину имеется памятная табличка, которая гласит:

NIAGARA SPANISH AERO CAR

Leonardo Torres Quevedo (1852—1936) was an ingenious Spanish engineer. Among his creations were algebraic machines, remote control devices, dirigibles and the world’s first computer.
The Niagara Spanish Aero Car was designed by Leonardo Torres Quevedo and represented a new type of aerial cable way that he called «transbordador». Officially opened on August 8, 1916, it is the only one of its kind in existence.
— The Niagara Parks Commission 1991